# 金沢中環状道路
金沢中環状道路（かなざわなかかんじょうどうろ）は、金沢都市圏の渋滞緩和のために計画された金沢3環状道路（金沢外環状道路・金沢中環状道路・金沢内環状道路）のひとつ。

## ルート
次の4つの区間にわけることができる。
- 西側 : 西部緑地公園前の松島北交差点から金沢東ICの所までの区間で国道8号線と重複している。
- 北側 : 金沢東ICから神谷内ICまでの区間で、神谷内IC近くで用地取得が難航していたが、2010年春に供用開始している。
- 東側 : 神谷内ICから鈴見交差点までの区間で、金沢外環状道路と重複している。
- 南側 : 鈴見交差点から石引1丁目交差点、泉野交差点、有松交差点、横川交差点を通り、2007年3月に完成したJR北陸本線をまたぐ跨線橋（押野陸橋）を通って、西南部交差点、古府1丁目交差点を経て、松島北交差点で8号線に接続する。

## 接続道路など
- 国道8号 - 松島北交差点から金沢東ICまで重複
  - 県道197号 - 古府交差点
  - 県道196号 - 示野中町交差点（イオン前）
  - 県道17号 - 藤江交差点
  - 県道60号 - 西念交差点（県庁方面）
  - 県道299号 - 南新保交差点
- （北側の区間）
  - 国道359号（城北大通り） - 神谷内交差点
- 金沢外環状道路（国道159号バイパス） - 神谷内ICから鈴見交差点まで重複
  - 県道210号 - 東長江IC
- （南側の区間）
  - 県道10号 - 石引1丁目交差点
  - 県道144号 - 寺町1丁目交差点
  - 県道45号 - 泉野交差点
  - 県道22号 - 有松交差点
  - 国道157号 - 有松交差点から横川交差点まで重複
  - 県道194号 - 横川交差点から押野2丁目交差点まで重複
  - 県道195号 - 交番前交差点
  - 県道25号 - 農業会館前交差点から松島北交差点まで重複

## 別名
- 城南通り（金沢市）